# Wild Dances (chanson)
Pour l’article homonyme, voir Wild Dances.
Chansons représentant l'Ukraine au Concours Eurovision de la chanson
Hasta la vista
(2003) Razom nas bahato
(2005)
Chansons ayant remporté le Concours Eurovision de la chanson
 Everyway That I Can
(2003)  My Number One
(2005)
Singles de Ruslana
Oj, zagraj'me muzicenky Dance with the Wolves
Pistes de Wild Dances
- Dance with the Wolves
Wild Dances (« Danses sauvages ») est une chanson écrite, composée et interprétée par la chanteuse ukrainienne Ruslana, extraite de l'album Wild Dances et sortie en single en 2004.
C'est la chanson représentant l'Ukraine avec laquelle Ruslana remporte le Concours Eurovision de la chanson 2004.
Ruslana a également enregistré la chanson entièrement en ukrainien sous le titre Dyki tantsi.

## À l'Eurovision
Elle est majoritairement interprétée en anglais, et non pas uniquement en ukrainien, comme le permet la règle depuis 1999, devenant ainsi la première chanson mixte linguistiquement à  remporter le concours.

## Classements

### Classements hebdomadaires
| Classement (2004)                       | Meilleure position |
| --------------------------------------- | ------------------ |
| Allemagne (Media Control AG)            | 40                 |
| Autriche (Ö3 Austria Top 40)            | 43                 |
| Belgique (Flandre Ultratop 50 Singles)  | 1                  |
| Belgique (Wallonie Ultratop 50 Singles) | 25                 |
| Finlande (Suomen virallinen lista)      | 20                 |
| Pays-Bas (Nederlandse Top 40)           | 25                 |
| Suède (Sverigetopplistan)               | 8                  |
| Suisse (Schweizer Hitparade)            | 24                 |